# Myrceugenia schulzii
Myrceugenia schulzii är en myrtenväxtart som beskrevs av Friedrich Federico Richard Adelbert Adelbart Johow. Myrceugenia schulzii ingår i släktet Myrceugenia och familjen myrtenväxter. Inga underarter finns listade i Catalogue of Life.